# Factores de combustión en motores diésel
La combustión en el cilindro de un motor diésel se inicia cuando el combustible se inflama debido a la compresión existente en el interior de la cámara de combustión. (Con el pistón en su Punto Muerto Superior). Para que se produzca el encendido, el combustible pulverizado procedente del inyector tiene que mezclarse íntimamente con la densa y caliente masa de aire que le rodea, iniciándose así la oxidación violenta de cada una de las minúsculas gotas de combustible inyectadas. Así es como se realiza una combustión normal, realizada en el momento adecuado.
Una combustión anormal, por el contrario, es aquella en la que la combustión no se realiza en el momento previsto, sino antes o después del instante necesario para la combustión. Para impedir que una combustión salga de sus parámetros normales y consecuentemente no se realice de la forma adecuada, es necesario realizar un estudio de los factores de combustión en los motores diésel.

## Causas de una combustión anormal
Las causas principales pueden ser:
- Contacto de superficie: Provocado por un calentamiento excesivo de la válvula de escape, lo que produce pérdida de potencia, funcionamiento ruidoso e irregularidades en la marcha, dado que produce el encendido de residuos de la mezcla aire-combustible que no han sido expulsados en el tiempo de escape. Esta anormalidad se evita mejorando la refrigeración del motor y procurando que no se formen depósitos carbonosos (Como por ejemplo, los que se forman sobre las paredes de la cámara de combustión cuando el dardo de combustible inyectado supera el límite superior de su trayectoria)

- Autoencendido: Se produce cuando queda combustible aún a punto de salir del inyector. Se produce cuando tras cesar la "mandada" de combustible aún queda una cantidad mínima de combustible en exceso dentro de la tubería de alta presión, cuyas paredes si bien son rígidas, también son mínimamente elásticas y dicha elasticidad es la que permite el ingreso de una cantidad mínima extra de combustible. Al cesar el envío del pistón de la bomba inyectora, dicho combustible sale por la única salida que le queda: la tobera del inyector. Y sale en momentos en los que la combustión ya se ha realizado o aún se está realizando, provocando segundas detonaciones que atentan contra el normal funcionamiento del motor.

## Factores que intervienen en la combustión
Para que se produzca una combustión ideal, se tienen que cumplir además varias premisas, como transformar el combustible líquido a estado gaseoso o lo más atomizado posible, haciendo de esta manera que el aire y el combustible se mezclen y alimenten la zona de ignición y combustión (En la primera zona el aire y el combustible están íntimamente mezclados en forma de gas mientras que en la segunda zona es más heterogénea la mezcla)
La ignición del combustible se produce cuando las gotas de éste, finamente formadas están a una temperatura suficiente dentro de la cámara de combustión. No obstante, si no se dan las condiciones adecuadas (Por ejemplo: gotas muy grandes, poca cantidad de oxígeno o temperatura insuficiente) el combustible se quemará parcialmente, es decir, se oxidará formando partículas carbonosas y otros contaminantes que pueden llegar a depositarse sobre las paredes de la cámara de combustión, complicando las combustiones posteriores.
Entre los factores a cumplirse se encuentran:
- Pulverización del combustible: Mientras mejor sea la pulverización de combustible, mejor se combustionará éste, ya que las partículas de combustible serán de menor tamaño y por ende habrá mayor superficie de contacto entre el mismo y el comburente (En este caso, aire a alta presión y por ende a alta temperatura). Si la presión de inyección es baja, las gotas son grandes y presentan una menor superficie de contacto, tardando más en combustionarse. Si en cambio la presión es lo suficientemente alta, las gotas serán más finas y por ende tendrán mayor superficie de contacto, quemándose en menos tiempo. Esto se evidencia por el hecho de que la gota de combustible se combustiona únicamente en su capa exterior (La que está en contacto con el aire), mientras que su interior, por carecer del comburente necesario, permanece sin combustionarse.

- Tiempo de residencia: Es el tiempo que la que mezcla aire-combustible permanece dentro de la cámara de combustión. En ese tiempo dicha mezcla debe poder quemarse completamente.

- Turbulencia: Es uno de los factores más cruciales de una buena combustión. Si el aire se mueve habrá una renovación continua de la atmósfera inerte que rodea a la gota de combustible, encontrando ésta la cantidad de aire nuevo necesario para facilitar la rápida combustión de sus respectivas "capas". Los fabricantes tratan siempre de mejorar la turbulencia a través del diseño de la cámara de combustión, del cielo del pistón, del múltiple de admisión, a través de la inclusión de cámaras de preturbulencia.

No obstante, la turbulencia en exceso también hace bajar la temperatura de la cámara de combustión en exceso; si fuera posible aumentar la turbulencia a la vez que mantener estable la temperatura mínima necesaria -y por ende, también la presión- se obtendría una mayor reducción del retraso del encendido.
La turbulencia se puede conseguir mediante varios métodos, entre los cuales se cuentan:
1º. En los motores de dos tiempo, haciendo que las lumbreras de aire de barrido estén orientadas hacia la periferia superior de la cámara de combustión, en sentido inclinado al eje del cilindro, dotando de esta manera al aire de un movimiento tangencial ascendente y rotatorio, que continúa durante los períodos de compresión y combustión.
2º. En ambos tipos de motores, dándoles formas especiales a la cámara de combustión y a la cabeza del émbolo, lo cual tiene a producir una compresión desigual, que tiende a producir durante el período de compresión un movimiento de torbellino en el aire que se comprime, el cual continúa luego durante el periodo de combustión. Se puede también agregar deflectores en el cielo del pistón que, enfrentados al ingreso del aire, provocan en éste el deseado efecto de turbulencia.
3º. En algunos motores de cuatro tiempos se dota de una visera vertical a la cabeza de la válvula de admisión, de forma tal que se realiza el ingreso de aire de forma tangencial hacia las paredes del ciindro, provocando así un movimiento de torbellino en el aire. Esto trae consigo una merma en la cantidad de comburente que ingresa, pero se compensa con la mejora en la turbulencia obtenida. (Tener en cuenta que esta clase de motores suele trabajar con un amplio exceso de aire, por ende, no se perjudica demasiado a la combustión el hecho de que disminuya un poco la cantidad de aire ingresado)
4º. Mediante el empleo de precámaras de combustión, o de cámaras de aire auxiliares.
- Temperatura de la cámara de combustión: Es fundamental para obtener una buena combustión. Pero hay que tener en cuenta que temperaturas demasiado altas generan un exceso de óxido de nitrógeno, mientras que si son demasiado bajas aumentan las emisiones de hidrocarburos no quemados (combustión incompleta), y de monóxidos de carbono.

- Calidad del combustible: Es necesario que su rendimiento sea de al menos diez kilocalorías por kilogramo, el porcentaje de residuos no combustibles no puede superar el 0,5 %.

- Densidad específica del combustible diésel: Cuanto más alta sea la densidad, más pesado será el combustible. Los combustible más pesados producen más energía o potencia (por volumen) del motor.

- Peso específico del combustible diésel: A mayor peso específico, mayor energía tendrá el combustible, situándose su límite en 0,82 kg/dm³ (aprox.)

- Viscosidad: Definida como la resistencia que tienen las partículas de un fluido a deslizarse entre sí. Si es excesiva se dificulta el funcionamiento de la bomba inyectora y del inyector, y si es escasa dificulta la estanqueidad de las bombas y el auto engrase de las mismas y del inyector.

- Cetano: Este índice determina la capacidad de autodetonación del diésel. A un índice elevado corresponde un menor retardo de la combustión. Ésta capacidad se puede mejorar mediante aditivos agregados al combustible.

- Impurezas: La presencia de partículas extrañas tales como agua, azufre, plomo y cenizas afecta al funcionamiento del motor dado que el azufre forma ácidos y bases muy corrosivas, el plomo ayuda a la lubricación, pero es muy contaminante, las cenizas pueden erosionar las piezas y el agua ayuda en parte a la combustión liberando átomos de oxígeno, pero también corroe a las piezas.

- Es de destacar que existen numerosos factores que afectan a la combustión aparte de los ya mencionados, como por ejemplo: la cantidad de revoluciones por minuto, si el motor de es 2 o de 4 tiempos, estado de la carga, hermeticidad de la cámara de combustión (Es importante el estado de los aros del pistón), carbonización de la cámara, aceite, etc.

## Factores que determinan el anticipo a la inyección
En un motor ideal, la combustión se logra de forma instantánea. No obstante, en la práctica es imposible lograr un motor ideal, sino que hay que prever diversos inconvenientes que por causa de la física se presentarán obligatoriamente durante el proceso de inyección y combustión. Dichos inconvenientes constituyen los factores que determinan una modificación en la cantidad de grados que hay que adelantar en los camiones para así compensar dichos factores adelantando la inyección. Esos factores son:
- Retraso mecánico: El combustible tarda un tiempo -de unos cuantos milisegundos- en salir desde el orificio de la tobera hasta llegar al lugar de la cámara de combustión en donde va a darse su ignición.

- Retraso químico: El combustible tarda un período de tiempo más -también de unos milisegundos- en tomar la temperatura adecuada para poder comenzar a quemarse.

- Retraso de la combustión: El combustible tarda un tiempo en quemarse.

Estos tres factores enunciados (Otros ingenieros e investigadores hablan de la existencia de en realidad cuatro o hasta cinco factores) determinan el anticipo a la inyección en motores diésel.
- Datos: Q16303253